# Schwerer Doppelschuh
Ein Schwerer Doppelschuh ist ein Teil einer europäischen Turnierrüstung.

## Beschreibung
Ein Schwerer Doppelschuh besteht in der Regel aus Eisen oder Stahl. Er hat in etwa die gleiche Form wie ein normaler Schuh, mit einem Absatz, einer Zunge und einer Sohle, der einzige Unterschied ist das Material. Er wurde so gearbeitet, dass er über einem gebräuchlichen Rüstungsschuh getragen werden konnte. Der Schwere Doppelschuh diente dazu, die Füße während des Turniers zu schützen. Während des Turniers und des Stechens (Tjost) ritten die Gegner entlang einer Art hölzernem Zaun, der Planke genannt wird, aufeinander zu. Während des Reitens oder beim Zusammenstoß der Reiter kam es oft vor, das ein Fuß gegen diese Planke gedrückt wurde. Damit der Fuß vor einer Verletzung dieser Art geschützt werden könnte, entwickelte man diese Schuhe. Sie blieben jedoch nicht lang im Gebrauch, da sie schwer, klobig und unbequem waren.